# Hrvati u Sjevernoj Makedoniji
Hrvati u Sjevernoj Makedoniji su hrvatska iseljenička skupina u Republici Sjevernoj Makedoniji.

## Brojčano stanje
Po popisu stanovništva provedenom 1994., u Sjevernoj Makedoniji je te godine živjelo 2.248 Hrvata. odnosno 0,1% stanovnika Republike Sjeverne Makedonije, dok se je prema popisu iz 2002. godine 2.686 osoba izjasnilo kao Hrvati.

## Zemljopisna distribucija
U Sjevernoj Makedoniji je Hrvata najviše u Skopju, Štipu i Bitoli. Manje skupine žive i po ostalim gradovima središnje i istočne Makedonije.

## Pravni status
Status makedonskih Hrvata je reguliran dvama međudržavnim sporazumima: Programom kulturne suradnje između Ministarstava kulture Republike Hrvatske i Republike Sjeverne Makedonije iz 1999. i Sporazumom između Vlade Republike Hrvatske i Vlade Republike Sjeverne Makedonije o zaštiti prava hrvatske manjine u Republici Sjevernoj Makedoniji i makedonske manjine u Republici Hrvatskoj iz 2007. godine.

## Školstvo
Od 1998. godine djeluje lektorat hrvatskog jezika Filološkom fakultetu "Ćiril i Metodij" u Skopju. 
Na zahtjev Zajednice Hrvata u Republici Sjevernoj Makedoniji, hrvatsko je Ministarstvo znanosti, obrazovanja i športa uputilo je učitelja hrvatske nastave u Republiku Sjevernu Makedoniju. Nastava na hrvatskom djeluje od školske godine 2009./2010. Održava se u Skopju, Bitoli, Štipu i Kumanovu.

## Povijest
O dugotrajnoj nazočnosti Hrvata u Sjevernoj Makedoniji i Grčkoj svjedoče i tamošnji toponimi, primjerice Arvati kod Donje Prespe, te Harvati na Atici i Harvation na Peloponezu, u Grčkoj. 
Za osmanskih su vremena Hrvati u Makedoniji bili nazočni kao misionari, redovnici, svećenici i učitelji u katoličkim školama. Pojavljuje se i kao trgovci u trgovačkim četvrtima.
Ulaskom Makedonije u Kraljevinu SHS, Hrvati se u jugoslavenskoj Makedoniji pojavljuju u poslovnim ulogama. Ondje su slani učitelji, profesori, porezni, policijski i ini državni činovnici.
Brojka Hrvata u toj državi porasla je osobito u razdoblju od 1946. do 1980. godine, kad su brojni hrvatski časnici i dočasnici službovali u tadašnjoj Socijalističkoj Republici Makedoniji (u sastavu SFRJ). Puno je Hrvata, nakon Drugoga svjetskoga rata, pomoglo u razvoju Sveučilišta u Skopju.
Neki su tamo ostali trajno živjeti, a posljedica je i priličan broj sklopljenih mješovitih brakova. Većina Hrvata u Sjevernoj Makedoniji očituju se kao govornici hrvatskoga jezika i katolici (oko 70 %).

## Poznati Hrvati u Makedoniji
Hrvati koji su neko vrijeme živjeli i/ili radili u Makedoniji:
- Branko Kurelac, hrv. veterinar i hidrobiolog
- Biskup Smiljan Čekada je Hrvat[3][4] među makedonskim dobitnicima priznanja Pravednika među narodima (za vrijeme službe kao skopski biskup pod cijenu vlastitog života spašavao Židove iz logora).[5]
- Hrvatski povjesničar i prevoditelj Milan Prelog četiri je godine bio profesorom opće povijesti srednjeg vijeka na Filozofskom fakultetu u Skoplju od 1927. do 1931. godine.
- Ljerka Totch Naumova, pjesnikinja, esejistica i prevoditeljica, rođena u Daruvaru.[6]
- Ljubo Jelčić, hrv. radijski spiker i televizijski voditelj, rodio se je u Ohridu
- Pavao Vuk-Pavlović, hrv. filozof i pjesnik rođen u Koprivnici, od 1958. do 1971. godine djelovao u Makedoniji gdje je utemeljio tamošnji studij filozofije.

## Nakladništvo
- Hrvatska riječ, časopis iz Skoplja,[7] glasilo Zajednice Hrvata u Republici Sjevernoj Makedoniji

## Hrvatska društva
Hrvatska društva:
- Zajednica Hrvata u Makedoniji, Skopje, od 1996. godine, ogranci u Bitoli, Kumanovu, Ohridu, Strugi i Štipu
- Zajednica Hrvata Libertas Štip

Mješovita hrvatsko-makedonska društva:
- Društvo Marko Marulić, od 1993.
- Udruga Hrvata Slavonije,
- Hrvatsko nacionalno vijeće iz Štipa
- Makednosko hrvatsko društvo Tetovo
- Udruga građana Croatia – Kumanovo
- Makedonsko-hrvatsko društvo Štip
- Hrvatski svjetski kongres u RM

## Vanjske poveznice
- Zajednica Hrvata u Republici Makedoniji
- Naši pečalbari u Kumanovu  Arhivirana inačica izvorne stranice od 13. travnja 2013. (Wayback Machine), Hrvatski glas - Berlin